# Rutela histrioparilis
Rutela histrioparilis är en skalbaggsart som beskrevs av Jameson 1997. Rutela histrioparilis ingår i släktet Rutela och familjen Rutelidae. Inga underarter finns listade i Catalogue of Life.